# 巴勒莫廣域市
巴勒莫廣域市（義大利語：Città metropolitana di Palermo）是意大利西西里大区的一個廣域市。面積4,992平方公里，2005年人口1,235,923人。首府巴勒莫。前身为巴勒莫省。
下轄82個市鎮。